# Olenguj
Olenguj (ros. Оленгуй) – wieś w Rosji, w Kraju Zabajkalskim, w rejonie czytyjskim. W 2010 liczyła 271 mieszkańców.